# The Way of the Warrior (Star Trek: Deep Space Nine)
"The Way of the Warrior" és el primer i segon episodis de la quarta temporada de la sèrie de televisió de ciència-ficció estatunidenca Star Trek: Deep Space Nine, el 73è i 74è de tota la sèrie. Originalment es van emetre en redifusió a partir del 30 de setembre de 1995. La història va ser escrita per Ira Steven Behr i Robert Hewitt Wolfe, mentre que l'episodi va ser dirigit per James L. Conway i la banda sonora va ser creada per Dennis McCarthy. Michael Dorn s'uneix al repartiment de Deep Space Nine com a Worf, un personatge originari de la sèrie anterior, Star Trek: La nova generació.
Ambientada al segle XXIV, la sèrie segueix les aventures a Espai Profund 9, una estació espacial situada prop d'un forat de cuc estable entre els Quadrants Alfa i Gamma de la Via Làctia, prop del planeta Bajor, mentre els bajorans es recuperen d'una brutal ocupació de dècades pels imperialistes cardassians. El Quadrant Gamma acull un imperi hostil conegut com el Domini, governat pels Fundadors que canvien de forma. En aquest episodi, esclata la guerra entre els klíngons i els cardassians, dues races alienígenes amb aliances inestables amb la Federació Unida de Planetes; l'agressió dels klíngons posa en perill la pau entre ells i la Federació, i Worf, com a únic oficial klíngon de la Flota Estel·lar, és convocat per fer front a la situació. En la cronologia de l'univers fictici de Star Trek, això té lloc un any després dels esdeveniments de la pel·lícula Star Trek: Generations, l'aparició anterior de Worf.
"The Way of the Warrior" va ocupar el tercer lloc en la seva franja horària amb una qualificació Nielsen de 8,5. L'episodi introdueix una nova versió de la seqüència de crèdits inicials, que continuaria utilitzant-se durant la resta de la sèrie.

## Argument
Una armada klingon liderada pel General Martok arriba a Espai Profund 9; Martok li diu al capità Sisko que són allà per defensar els seus aliats de la Federació contra una possible invasió del Domini, un imperi hostil liderat pels canviants que canvien de forma. A mesura que els soldats klíngon s'escampen per l'estació, causen interrupcions i apallissen el sastre cardassià i exespia Garak. Una nau klíngon deté la nau de càrrega de Kasidy Yates per buscar canviantss a la nau. Cal una demostració de força de Sisko a la Defiant per convèncer el comandant klíngon que retrocedeixi; però els klíngons continuen detenint naus just fora de la jurisdicció d’Espai Profund 9.
Sisko envia a buscar l'únic klíngon de la Flota Estel·lar, el Tinent Comandant Worf, per ajudar a tractar amb els klíngons. Tot i que Worf està considerant dimitir de la Flota Estel·lar, investiga la flota klíngon i descobreix el seu veritable propòsit: l'Imperi Klíngon planeja atacar Cardàssia. El govern militar cardassià ha estat enderrocat a favor del Consell Detapa civil, però els klíngons creuen que el cop va ser orquestrat pel Domini com una manera de prendre el control de Cardàssia. Sisko adverteix a Martok que aquest atac posaria en perill l'aliança de la Federació amb els klíngons, però Martok ordena que la invasió continuï. Sisko permet a Garak sentir notícies de la invasió; ell, al seu torn, avisa a Cardàssia. Un cop la Federació condemna la invasió, l'Imperi Klíngon es retira dels Acords de Khitomer, posant fi a la seva aliança amb la Federació. El canceller klíngon Gowron convida Worf a unir-se a la invasió, però Worf s'hi nega per lleialtat a la Flota Estel·lar, posant en perill l'estatus social de la seva família a l'Imperi Klíngon.
Sisko convenç el Consell Detapa de fugir de Cardàssia i buscar refugi a DS9, escortat per la Defiant. Al punt de trobada, els cardassians són atacats per naus klíngon; la Defiant s'uneix a la batalla, rescatant el Consell. Quan la Defiant torna a DS9, Sisko informa a Gowron que els membres del consell no són canviants, però Gowron ordena a la seva flota que ataqui DS9 de totes maneres. DS9 es defensa amb sistemes d'armes recentment actualitzats, destruint moltes naus klíngon; els grups d'abordatge klíngon es teletransporten a DS9, però la tripulació els combat i recupera el control de la situació.
Amb els reforços de la Flota Estel·lar en camí, les naus klíngon no tenen més remei que retirar-se. Malgrat la protesta de Martok, Gowron cancel·la la invasió de Cardàssia, però es nega a cedir els planetes cardassians perifèrics que els klíngons ja han conquerit. Worf decideix quedar-se a la Flota Estel·lar i accepta el càrrec d'oficial d'operacions estratègiques a DS9.

## Actors convidats
- Andrew Robinson - Elim Garak
- Penny Johnson Jerald - Kasidy Yates
- Marc Alaimo - Dukat
- Robert O'Reilly - Gowron
- J. G. Hertzler - Martok
- Obi Ndefo - Drex
- Christopher Darga - Kaybok
- William Dennis Hunt - Huraga

## Significat de l'arc
- En aquest episodi, Worf s'uneix a la tripulació d'Espai Profund 9,[2] però s'aliena de Gowron, tot i que Gowron es va convertir en canceller com a resultat de la intervenció de Worf a l'episodi "Reunió" de Star Trek: La nova generació.
- El Consell Detapa va prendre el poder després que l'agència policial secreta cardassiana, l'Orde d'Obsidiana, es veiés debilitada per un atac desastrós contra el Domini a finals de la tercera temporada de Deep Space Nine.
- A la cinquena temporada, resulta que la guerra dels klíngons contra Cardàssia va ser orquestrada pel Domini com a mitjà per crear desordre entre possibles rivals. Debilitada per la guerra, Cardàssia acaba unint-se al Domini en un intent de recuperar la seva antiga glòria.
- L'Imperi Klíngon abandona els Acords de Khitomer, establerts a la pel·lícula Star Trek VI: The Undiscovered Country, i roman en termes hostils amb la Federació fins a la temporada següent.

## Producció

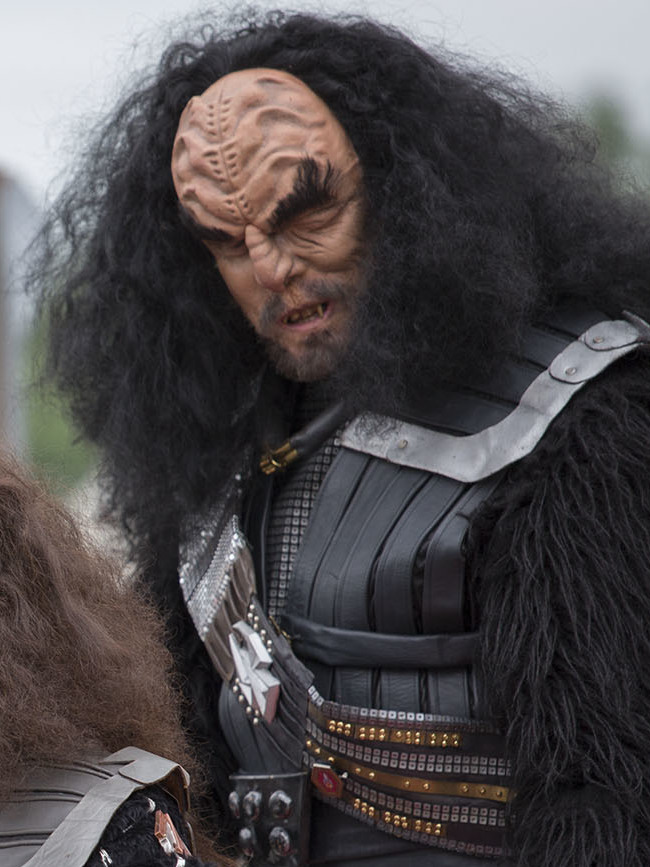
Aquest episodi presenta el general klíngon Martok.

Aquest episodi revela un nou aspecte calb per a Benjamin Sisko. Abans de Star Trek Avery Brooks va protagonitzar la sèrie de televisió Spenser for Hire com a Hawk, en aquest paper tenia el cap rapat i portava una perilla. El seu contracte per a "Deep Space Nine" estipulava que no s'afaités el cap, i no va ser fins a la temporada 4 i aquest episodi que se li va permetre fer-ho.
es va unir al repartiment de "Deep Space Nine" com a Worf, el personatge que va interpretar durant set temporades de Star Trek: La nova generació. Dorn s'havia alegrat de veure la fi del maquillatge que consumia molt de temps per interpretar un klíngon, però quan el productor Rick Berman li va preguntar si podria considerar tornar, es va sorprendre i va dir que sí a l'oportunitat. Dorn va parlar amb els guionistes i productors sobre com el seu personatge podria ser un catalitzador del canvi i com Worf aportaria una perspectiva diferent a la programa.
El director James L. Conway va gaudir molt dirigint l'episodi. Era un guió ple d'acció i va haver de presentar Michael Dorn. No va tenir més temps del que és habitual, però sí que va tenir més figurants. L'episodi doble de dues hores es va filmar durant setze dies, en dues setmanes de rodatge de vuit dies. Conway va veure "The Way of the Warrior" com una oportunitat per demostrar el seu valor i posar-ho tot a l'episodi, i demostrar el seu potencial per ser el director del proper llargmetratge de Star Trek.

### Naus espacials
Tot i que els plans sovint són breus, en aquest episodi es mostren diverses naus espacials dels cardassians, els klíngons i la Federació, especialment una àmplia gamma de naus espacials klíngon. Això incloïa un nou model de disseny de nau espacial, la gran Negh'Var, que és la nau insígnia de la flota klíngon. Altres naus que es mostren inclouen la Vor'cha, que es va veure per primera vegada a "Reunió" a La nova generació. La Vor'cha va ser dissenyada per Rick Sternbach i el model físic va ser construït per Greg Jein segons The Star Trek Encyclopedia d'Okuda i altres.

## Recepció
"The Way of the Warrior" va ocupar el tercer lloc en la seva franja horària amb un qualificació Nielsen de 8,5.
El 2012, Zack Handlen, en la seva ressenya d'aquest episodi per a The A.V. Club, va dir que van ser "uns 90 minuts de televisió fantàstics, que van arribar a les seves conclusions lentament però sense dubtar-ho, utilitzant amenaces que la sèrie ha passat les tres últimes temporades establint acuradament per canviar l'arc principal en una direcció inesperada". Va elogiar els guionistes per l'ús dels klíngons, dient: "És difícil recordar l'última vegada que els klíngons han semblat perillosos en una sèrie de Trek". Va elogiar els escrits de personatges com Sisko, Martok, Worf, Quark, Odo i Garak. El 2014, Keith DeCandido de Tor.com va qualificar l'episodi amb un deu sobre deu. El va qualificar com "l'estrena perfecta de temporada, que dóna a tothom un moment al sol, presenta un nou personatge al conjunt i fa pujar la velocitat de la història de fa un any" i va elogiar totes les actuacions, així com l'eficàcia de l'episodi a l'hora d'integrar Worf al repartiment principal. DeCandido va destacar l'escena on Quark compara la Federació amb la cervesa d'arrel com "una de les millors converses de qualsevol sèrie de Star Trek de la història". Finalment, va elogiar Avery Brooks "el carisma del qual brilla" i que Sisko és "el més dur del saló".
El 2015, Geek.com va recomanar aquest episodi com a "imprescindible" per a la seva guia abreujada de marató de sèries de Star Trek: Deep Space Nine, comentant que "aquest episodi conté una de les batalles espacials més genials de tota la sèrie" i una trama que involucra els klíngons i Deep Space Nine. A la seva guia de marató de sèries, Wired va dir que l'episodi contenia la millor escena de la sèrie, "en la qual Quark i Garak parlen de política i posen l'atractiu de la Federació sota una nova llum".
L'episodi va ser classificat sovint entre els millors episodis de Deep Space Nine i de tot Star Trek. El 2012, Den of Geek va classificar aquest com el vuitè millor episodi de Star Trek: Deep Space Nine, elogiant-lo per incorporar eficaçment Worf a la sèrie.
El 2018, Vulture va qualificar "The Way of the Warrior" com el cinquè millor episodi de Star Trek: Deep Space Nine, qualificant la introducció de Worf com l'addició perfecta a la sèrie. El 2020, SciFiNow va classificar aquest primer dels deu millors episodis de Star Trek: Deep Space Nine.
El 2020, The Digital Fix va classificar aquest episodi com el setè millor episodi de Star Trek: Deep Space Nine. Van pensar que l'episodi era "una gran història de Worf" en què Worf deixa la seva empremta com a nou membre del repartiment sense dominar els altres personatges.
Hollywood.com va classificar "The Way of the Warrior" entre els millors episodis de Star Trek centrats en els klíngons.
El 2014, Io9 va classificar aquest episodi en el lloc 38 de la seva llista dels 100 millors episodis de Star Trek.
El 2016, Empire va classificar aquest com el 22è millor episodi de tots els Star Trek. El 2016, Vox va classificar aquest com un dels 25 episodis essencials de tots els Star Trek.
El 2018, CBR va classificar "The Way of the Warrior" com la setena millor saga episòdica de tot Star Trek.
El 2016, Radio Times va classificar l'atac dels klingons en aquest episodi com el 40è moment més gran de tot Star Trek, incloent-hi pel·lícules i televisió fins aleshores.
El 2017, CBR va classificar la nau insígnia de Gowron, la nau de guerra Negh'Var, com la tercera nau espacial més potent de Star Trek: Deep Space Nine. CNET la va classificar entre les naus espacials fictícies més poderoses i importants de la franquícia Star Trek.

## Llançaments
El novembre de 1996, "The Way of the Warrior" es va publicar en format LaserDisc al Regne Unit. El 5 d'agost de 1998, "The Way of the Warrior" es va publicar en format LaserDisc al Japó, com a part de la caixa de la 4a temporada, vol. 1.
"The Way of the Warrior" va ser publicat en VHS per Paramount Home Video. Paramount va reeditar l'episodi el 1997 com a part del conjunt de regal "Star Trek: The Greatest Battles".
Es va publicar en DVD com a part de la caixa de la quarta temporada el 5 d'agost de 2003. El 2006, l'episodi també es va publicar com a part del conjunt de DVD "Star Trek Fan Collective - Klingon". Aquest episodi es va publicar el 2017 en DVD amb la caixa recopilatòria de la sèrie completa, que tenia 176 episodis. El conjunt tenia 48 discs i també incloïa diverses funcions.

## Novel·la
Diane Carey va escriure una novel·lització de l'episodi i la va publicar Simon and Schuster.